# Georgiacetus
Georgiacetus là một chi cá voi cổ đại đã tuyệt chủng, được biết đến từ thời kỳ thuộc thế Eocen tại Hoa Kỳ.